# Partido Democracia Social (Chile)
Partido Democracia Social (PDS) fue un partido político chileno existente durante los años 80, autodenominado de izquierdas, con tintes socialdemócratas y centristas.

## Historia
El partido tiene sus orígenes en los Talleres Socialistas Democráticos, agrupación política fundada en 1979 por el ex-radical Luis Ángel Santibáñez y conformada por antiguos militantes socialistas y radicales, entre ellos Hernán Valenzuela, Raúl Elgueta, Leonardo Jeffs y Jaime Carmona. Dicha agrupación fue investigada y se inició una acción judicial en su contra en diciembre de ese año (caso cerrado en marzo de 1980 y reabierto en abril del mismo año) por violar el receso político impuesto por la dictadura militar.
El acercamiento al gobierno, aunque crítico en ciertos aspectos del mismo comparado con los partidos de derecha, llevó a que algunos de sus miembros —como el futuro diputado Martín Manterola— abandonaran los TSD para formar en 1983 la Unión Socialista Democrática, que más tarde se integraría a la Social Democracia.
En 1984 formó parte del Grupo de los Ocho, coalición de partidos y movimientos que apoyaban al gobierno, y que el 2 de julio se convirtió en el Acuerdo Democrático Nacional. En 1985 los Talleres Socialistas Democráticos cambiarían su nombre a Partido del Socialismo Democrático y posteriormente adoptaría la denominación definitiva de Partido Democracia Social, tras fusionarse con facciones disidentes de la Unión Cívica Radical y la Social Democracia, manteniendo el liderazgo de Santibáñez.
El 31 de enero de 1986 constituyó el Frente Democrático de Concordia (Fredeco) junto al Movimiento Social Cristiano, la Democracia Radical, el Partido Democrático Nacional (facción de Apolonides Parra), la Unión Cívica Radical, el Movimiento Obrero Socialdemócrata, el Movimiento Javiera Carrera y el Centro Cívico Arturo Matte.
El 7 de noviembre de 1986 la comisión política del partido acordó incorporarse al Frente Nacional del Trabajo (FNT) que lideraba el exministro del Interior Sergio Onofre Jarpa, sin disolverse de manera formal dentro del FNT. En dichos meses también participó de las conversaciones para la nueva Ley de Partidos Políticos que preparaba el gobierno.
En 1987, con la creación de Renovación Nacional y la incorporación de Luis Ángel Santibáñez a la comisión política del nuevo partido, el PDS se disolvió. Sin embargo, al poco tiempo Santibáñez se desligó de RN y formó parte del Movimiento Independiente de Centro, que a su vez fue miembro de la Alianza de Centro que presentó al mismo Santibáñez como candidato independiente a diputado en las elecciones parlamentarias de 1989.